# Lego Space

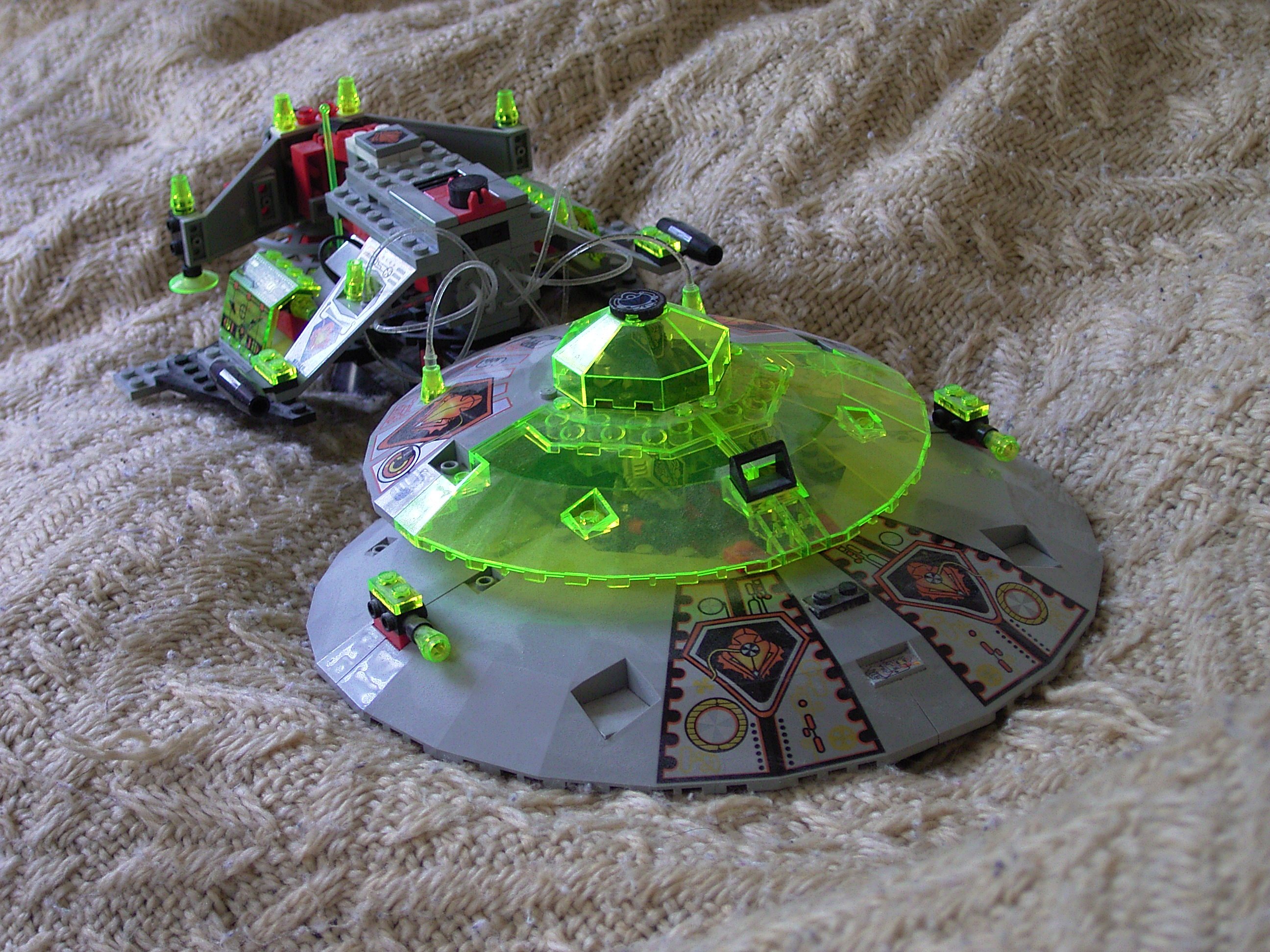
LEGO Space, linha UFO.

LEGO Space é um tema dos brinquedos LEGO. Foi lançado originalmente em 1978, mesmo ano de lançamento dos temas Lego Castle e Lego City, e das minifig, alcançando enorme popularidade.  